# Esporlatu
Esporlatu (sardinski: Isporlàtu) je grad i općina (comune) u pokrajini Sassariju u regiji Sardiniji, Italija. Nalazi se na nadmorskoj visini od 473 metra i ima 396 stanovnika.
 Prostire se na 18,40 km2. Gustoća naseljenosti je 22 st/km2.
Susjedne općine su: Bottidda, Burgos i Illorai.